# Војмислиће
Војмислиће (познати називи су Војимислиће и Војимислићи) је насеље у општини Зубин Поток на Косову и Метохији. Атар насеља се налази на територији катастарске општине Војмислиће површине 1.624 ha. Историјски и географски припада Ибарском Колашину. Насеље је на југоисточним обронцима Рогозне. Назив насеља потиче од имена неког старијег рода које га је насељавало. Тачнији микроположај је на високој површи испод брда Главица. Садашње становништво је досељено из колашинских села Зечевиће и Лучка река. После ослобађања од турске власти место је у саставу Звечанског округа, у срезу митровичком, у општини рујишкој и 1912. године има 103 становника. У периоду 1952-1955. године насеље је било у саставу Општине Бањска у склопу Звечанског среза. Током 1930-тих, село је имало проблем због границе државне шуме која је повучена уз само село.

## Демографија
Насеље има српску етничку већину.
Број становника на пописима:
- попис становништва 1948. године: 217
- попис становништва 1953. године: 252
- попис становништва 1961. године: 264
- попис становништва 1971. године: 224
- попис становништва 1981. године: 134
- попис становништва 1991. године: 62

1. ↑  „Политика”, 5. јул 1936